# Кланца
Кланца е чешма в костурското село Косинец, Гърция.
Чешмата е разположена непосредствено южно под църквата „Света Великомъченица Петка“. Завършена е на 12 май 1867 година, за което свидетелства надписът на гръцки върху нея. Изворът е смятан за лековит и на него през 1927 година е прекръстено селото – новото гръцко име Йеропиги на гръцки означава светен извор. Чешмата заедно с църквата са единствените оцелели постройки след пълното разрушаване на селото през 1949 година. Кланца е най-голямата чешма в селото и е възпята в народни песни.
- Косинец в 1928 година. В долния десен ъгъл е чешмата Кланца
- Иван Попов, Васил Чекаларов и Христо Силянов пред чешмата Кланца, Косинец
- Васил Чекаларов на кон в Косинец